# Plone
Plone – oparty na środowisku Zope system zarządzania treścią (CMS). Plone napisany jest w języku programowania Python i rozpowszechniany jako wolne oprogramowanie zgodnie z zasadami licencji GPL. Może być wykorzystywany jako sieciowy serwer aplikacji, system publikowania dokumentów lub narzędzie do pracy zespołowej. Jest rozwiązaniem dedykowanym dla tworzenia portali korporacyjnych.
Projekt Plone rozpoczęli w roku 1999 Alan Runyan, Alexander Limi oraz Vidar Andersen. W roku 2004 powstała Fundacja Plone mająca na celu wspierać i promować system zarządzania treścią Plone. Plasuje się na 250 pozycji rozwijanych na świecie projektów open source, spełnia wymogi W3C, WAI-AA oraz jest zgodny z Sekcją 508.
Nazwa Plone stanowi hołd dla zespołu muzycznego Plone.